# Navigon

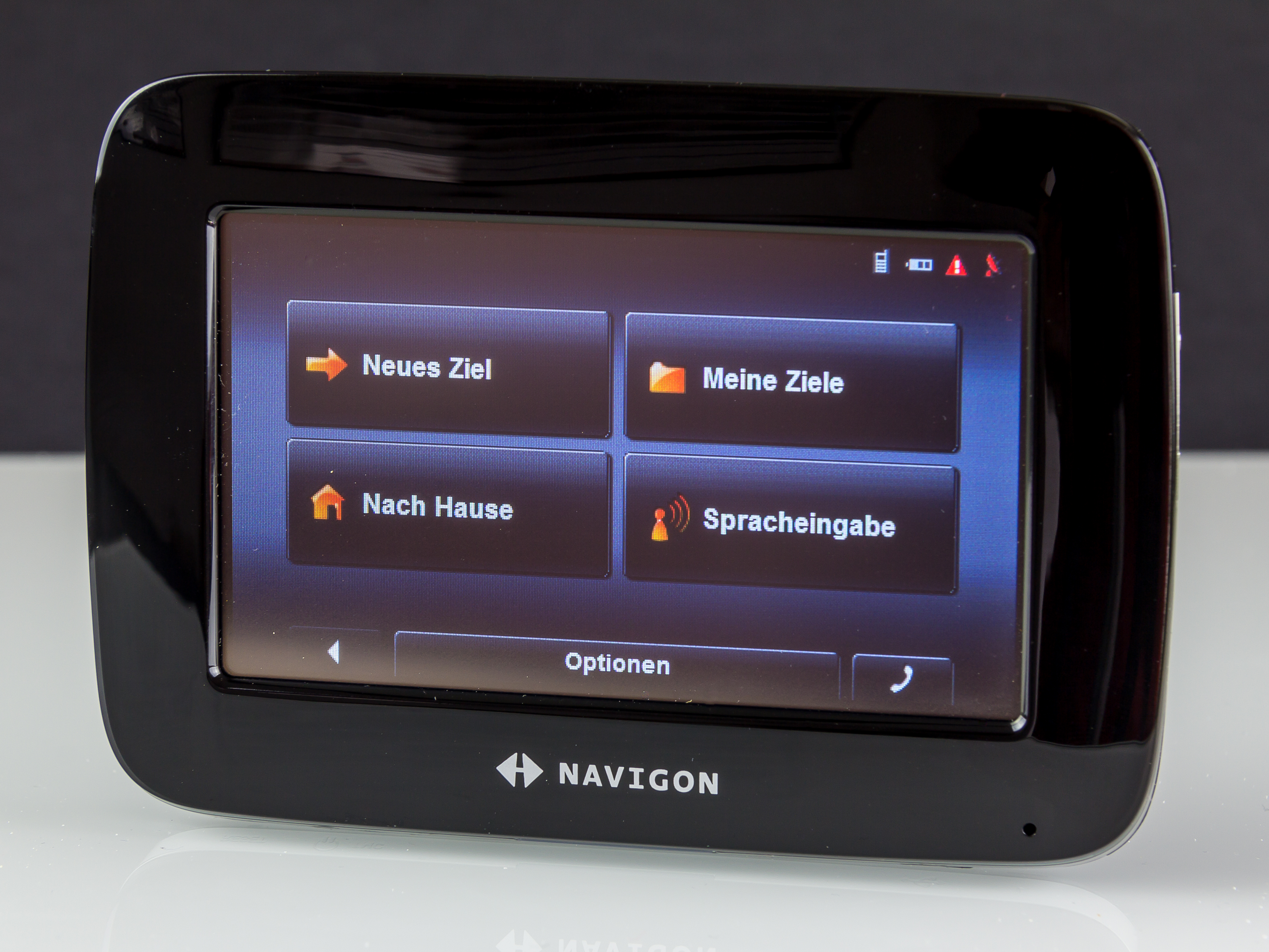
Navigon 7100

Navigon AG è stata una società tedesca facente parte di Garmin, che produceva sistemi di navigazione satellitare.Accanto ai propri navigatori portatili (Personal Navigation Device, PND), Navigon offriva software di navigazione per Smartphone e telefoni cellulari, forniva il proprio software di navigazione a grandi marchi dell'elettronica di consumo quali Sony, Panasonic e Becker e sviluppava singoli componenti software destinati agli strumenti di navigazione pre-installati nelle auto di importanti case automobilistiche quali BMW, Opel o Saab. Quasi 6 milioni di persone nel mondo hanno utilizzato un dispositivo di navigazione con software Navigon.
Con sede ad Amburgo, Navigon impiegava più di 400 collaboratori ed aveva sedi in Asia, Europa e Nord America.

## Storia
Fondata nel 1991, Navigon è stata tra i pionieri nel settore della navigazione mobile. Ha inventato la navigazione dinamica GPS, ha inaugurato lo sviluppo di sistemi di navigazione mobile per pocket PC ed è stato il primo fornitore di soluzioni per la navigazione portatile fra cui il servizio di informazioni sul traffico TMC. A partire dall'estate 2007 la società comincia a commercializzare navigatori portatili a marchio Navigon, pur continuando ad offrire il proprio software a importanti clienti OEM. Lo stesso anno collabora con Samsung per i cellulari SGH-i550 e SGH-i560, e lancia sul mercato un navigatore sviluppato congiuntamente col Porsche Design Group. All'inizio del 2008 Navigon e ViaMichelin siglano un accordo per unire le rispettive competenze e portare in Francia PND (navigatori portatili) sotto il marchio comune ViaMichelin-Navigon. 
Dopo 6 anni di collaborazione, a luglio Navteq diventa fornitore privilegiato di mappe per tutti i sistemi Navigon. L'accordo triennale prevede anche il servizio Navigon FreshMaps che consente ai clienti Navigon di usufruire di mappe Navteq aggiornate con cadenza trimestrale. A partire dal giugno 2009 Il software Navigon è disponibile nell'app store di Apple, diventando il primo vero software di navigazione (approvato da Apple) per gli Iphone.

## Tecnologia
Nel 2007, con i suoi primi PND a proprio marchio, Navigon ha introdotto tecnologie come la “Reality View” - che consente di visualizzare gli svincoli e le uscite autostradali in modo foto-realisitico – e l'”Assistente di corsia” - che mostra con una freccia la corsia sulla quale tenersi per proseguire il proprio tragitto. 
Nel 2008, sulla nuova serie di navigatori Navigon sviluppa ulteriormente queste funzioni e lancia per il top di gamma (Navigon 8110) la  “Panorama View3D” che propone una visualizzazione tridimensionale delle mappe con la topografia del territorio.  
Altre tecnologie contenute nei vari modelli di navigatori Navigon sono il bluetooth, il riconoscimento vocale, il text-to-speech e il ricevitore delle informazioni sul traffico (TMC) integrato nel caricabatterie da auto.

## Prodotti
Le sigle dei Navigon sono solitamente composte da 4 numeri: i primi due indicano la serie, gli altri due la cartografia contenuta (xx00 indica mappa locale, xx10 le mappe europee). Unica eccezione il Navigon 2150 max (mappa europea).  
2007: Navigon 7110, Navigon 5110 e Navigon 2100 / 2110
2008: Navigon 8110, Navigon 2100 / 2110 max, Navigon 2150 max
Navigon 7210, Navigon 1200 / 1210 e Navigon 2200 / 2210

## Riconoscimenti
- Navigon 8110: EISA Award 2008 / 2009 – miglior “European Portable Navigation Device”
- Navigon 8110: Red Dot Design Award - product design 2008
- Navigon 7210: Red Dot Design Award - product design 2008
- Navigon 7110: CES (Consumer Electronics Show) - Best of Innovations Award 2008
- Navigon 7110: Red Dot Design “Best of the Best” Award 2007

## Interruzione del supporto
Ntogliere tutte le sue app di navigazione dal mercato dal 14 maggio 2018.